# Accipiter nisus
El gavilán común (Accipiter nisus) es una especie de ave accipitriforme de la familia Accipitridae, presente en muchas zonas de Eurasia —desde la península ibérica y el norte de África hasta Japón y Vietnam—. Las partes superiores del macho adulto son de color gris azulado y el dorso presenta franjas anaranjadas; la hembra y los jóvenes son marrones en el dorso y tienen franjas de dicho color en el pecho y vientre. Es una de las especies de ave con mayor dimorfismo sexual respecto al tamaño: la hembra es un 25 % más grande que el macho. A pesar de ser un depredador especializado en las aves del bosque, el gavilán puede hallarse en cualquier hábitat y en las ciudades con frecuencia caza pájaros de jardín. El macho se alimenta de especies pequeñas, como los páridos, fringílidos o paséridos. Las principales presas de la hembra son los túrdidos y estúrdidos; también es capaz de matar aves con un peso superior a 500 g.
Existen siete subespecies, que varían ligeramente en tamaño y colores del plumaje. Habitan en regiones templadas y subtropicales del Viejo Mundo. Las subespecies que residen en el norte migran hacia el sur por el invierno, en cambio las que viven en el sur son residentes todo el año o no participan en los movimientos de dispersión. Se reproduce en zonas boscosas de cualquier tipo y construye el nido, que llega a medir hasta 60 cm de diámetro, en la parte alta de los árboles con ramitas. La hembra pone cuatro o cinco huevos de color azul claro con manchas marrones. El éxito de la cría dependerá del trabajo del macho para mantener elevado el peso de la hembra. Los polluelos nacen después de 33 días de incubación y abandonan el nido después de 24 a 28 días.
Poco más de un tercio de los jóvenes sobrevive el primer año, pero la tasa de supervivencia para los adultos de un año a otro es del 69 %. La mortalidad entre los machos jóvenes es más alta que la de las hembras jóvenes, y la duración de la vida típica en ambos sexos es de cuatro años. Esta especie es una de las rapaces más comunes en Europa, aunque las cifras se han derrumbado después de la Segunda Guerra Mundial. El uso de insecticidas organoclorados, desarrollados principalmente para el control de plagas, se extendió en las poblaciones de aves durante la segunda mitad del siglo xx y la concentración empleada fue suficiente para matar a algunos gavilanes o debilitar a otros. Las aves afectadas ponían huevos con cáscaras frágiles que se rompían durante la incubación. Desde la prohibición de estas sustancias químicas, la población se recuperó y se convirtió en relativamente común. En la actualidad está clasificada como de preocupación menor en la Lista Roja de la UICN.
El comportamiento rapaz del gavilán le hizo entrar en conflicto con los humanos por cientos de años, sobre todo con los propietarios de palomas de carreras y los criadores de aves de corral o aves de caza. También esto ha implicado la disminución de las poblaciones de pájaros cantores. La investigación científica no ha establecido un vínculo entre el aumento poblacional de los gavilanes y los descensos en algunas aves de campo o de bosque después de la Segunda Guerra Mundial. Estudios sobre muertes de palomas de carreras demuestran que los gavilanes son responsables de menos del uno por ciento de las pérdidas. Los cetreros utilizan al gavilán desde el siglo xvi por lo menos; si bien la especie tiene la reputación de ser difícil de entrenar, también es elogiada por «su valentía». Es representativa de las mitologías germana, griega y egipcia, y se menciona en las obras de algunos escritores como William Shakespeare, Alfred Tennyson y Ted Hughes.

## Descripción

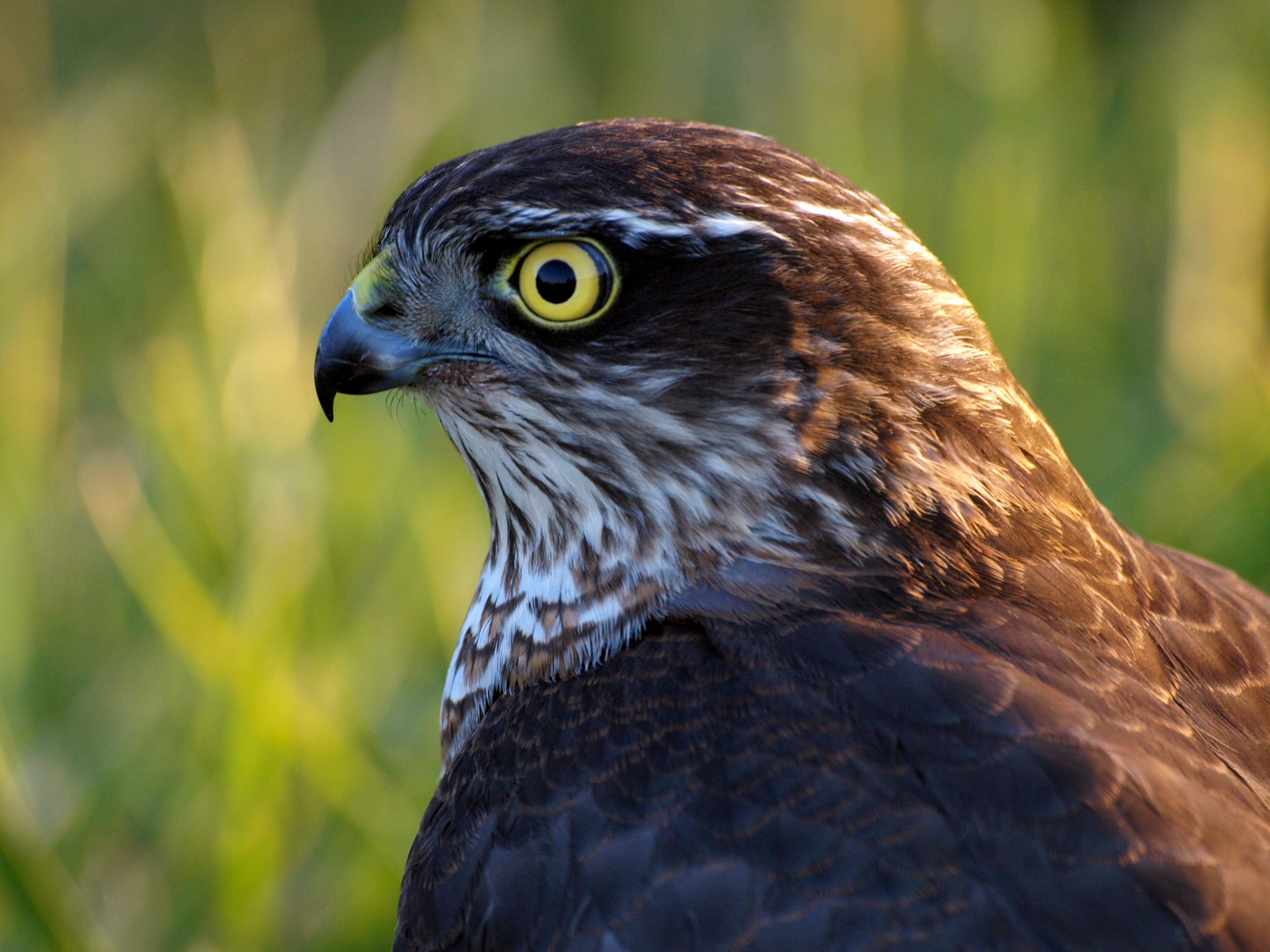
El iris amarillo de este macho joven puede tornarse anaranjado en la edad adulta.

Es un ave pequeña con alas largas y redondeadas y una cola larga que ayuda a desplazarse entre los árboles. La cola siempre es más larga que el ancho de las alas, y en el macho adulto presenta entre cuatro y cinco franjas onduladas. Sus patas son largas y amarillas y el tarso no es más ancho que el diámetro del ojo. Las hembras pueden ser hasta un 25 % más grandes que los machos, y con un peso dos veces mayor. Este «dimorfismo sexual inverso» es inusual en los vertebrados superiores, pero común entre rapaces y mucho más notable en aves ornitófagas.
Los machos adultos miden 29-34 cm de longitud, con una envergadura de 59-64 cm y un peso de 110-196 g. Las partes superiores son de color gris pizarra (en algunos tiende a azulado). En el dorso se observan finas rayas rojas sobre un fondo blanco que pueden parecer anaranjadas a lo lejos; el iris es naranja amarillento o rojo anaranjado. La hembra es mucho más grande, con 35-41 cm de longitud, un peso de 185-342 g. y una envergadura de 67-80 cm; con este tamaño es un poco más grande que el cernícalo y casi iguala al azor macho joven. Tiene las partes superiores de color marrón oscuro y su dorso es blanco con franjas grises y marrones. El iris es de color amarillo brillante a anaranjado, por lo general cubierto con una lista superciliar pálida. En las hembras es raro observar que las franjas del dorso sean de color marrón rojizo, así como encontrar a machos adultos con franjas más claras. Los jóvenes son de color canela por encima, las coberteras de las partes superiores tienen flancos más claros, y tienen franjas gruesas o están moteado marrón por abajo, y el fondo de ojos es amarillo claro. El cuello tiene rayas oscuras fragmentadas.
El contraste entre el dorso claro y las partes superiores oscuras sería un ejemplo de la ley de Thayer (también conocida como contrasombreado). El «contrasombreado» se observa en las rapaces que cazan aves y otros animales que se desplazan rápidamente. Las franjas horizontales de los adultos son típicas de las aves rapaces de los bosques, mientras que la coloración azulada de los machos adultos también se observa en otras aves ornitófagas como el halcón peregrino, el esmerejón y otras especies del género Accipiter.
El pico pequeño le sirve para agarrar y arrastrar a sus presas antes que para matarlas o despedazarlas. Sus largas patas y garras están adaptadas para capturar a las aves. El dedo externo es bastante largo y delgado; el dedo interno y los posteriores son relativamente cortos y gruesos. El del medio es muy largo y lo puede utilizar para agarrar objetos. Por su parte, la protuberancia situada en la parte inferior de la pata permite al ave cerrarla sin dejar ranuras.

### Especies similares

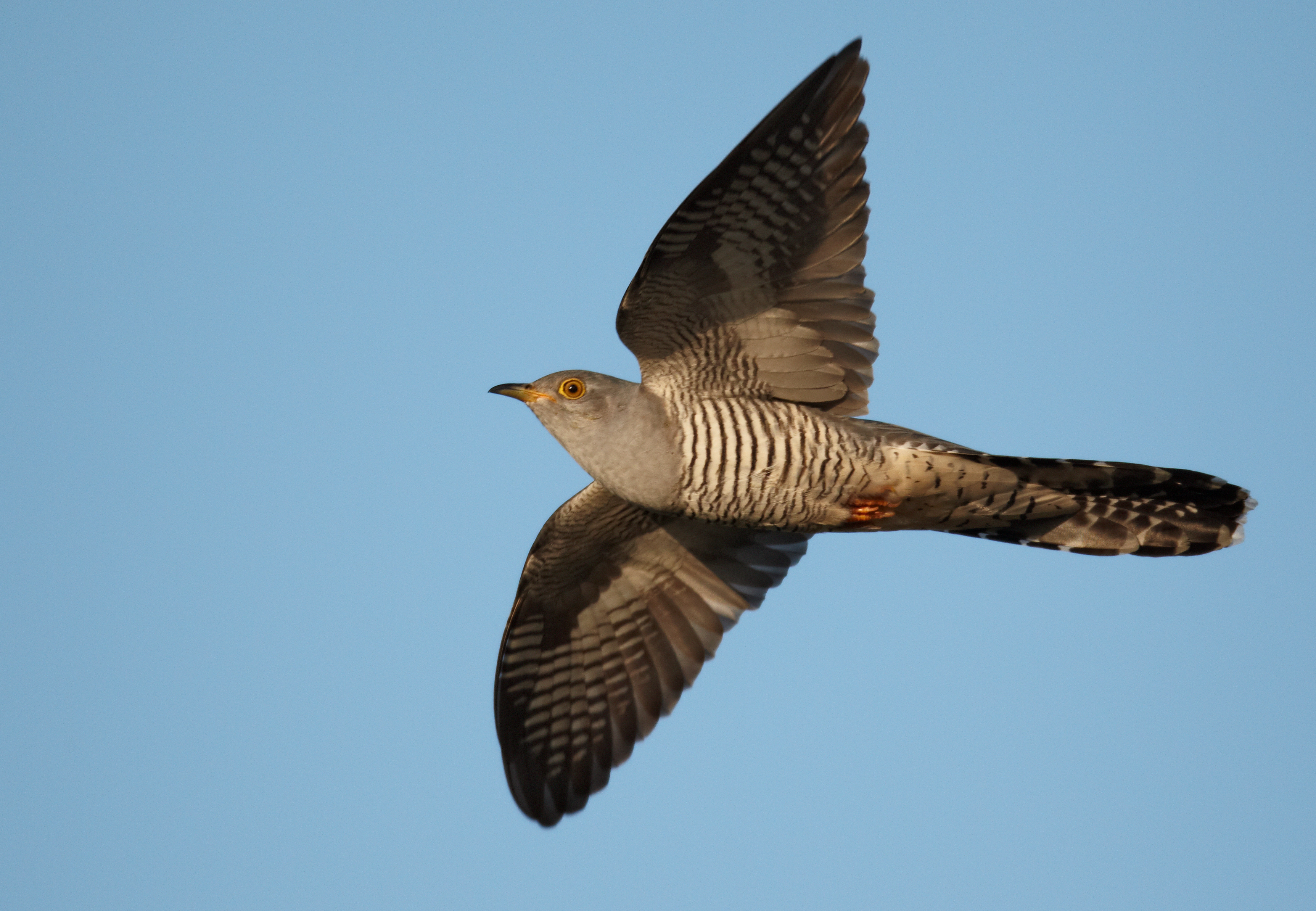
El plumaje mimético del cuco reduce el número de ataques por parte de las aves cuyos nidos han sido parasitados por él.

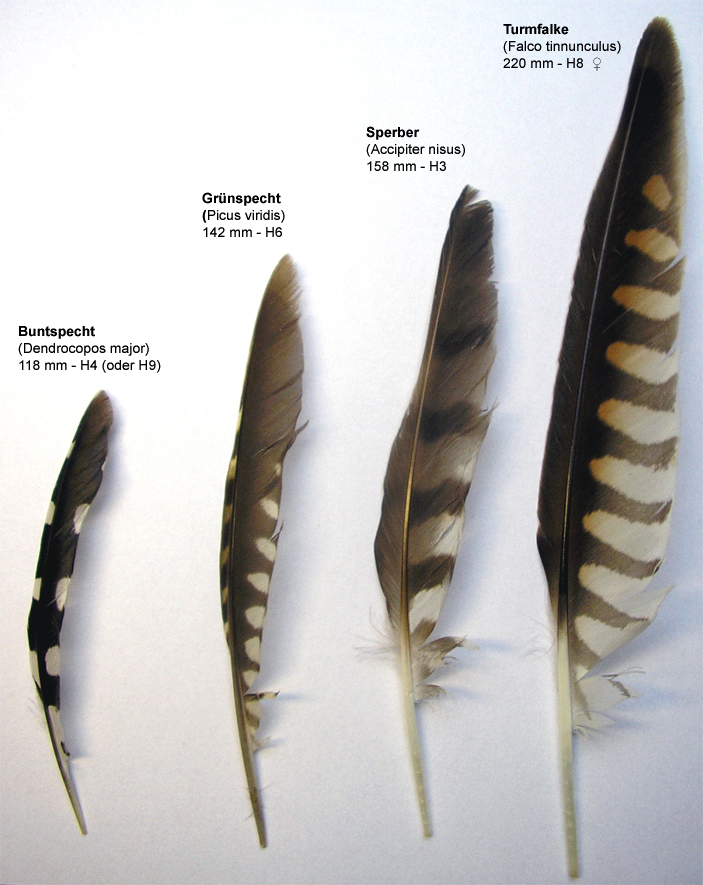
Comparación de las plumas primarias de un pico picapinos, un pito real, un gavilán y un cernícalo.

Las similitudes en el plumaje han dado el nombre a la curruca gavilana y el búho gavilán, pues sus siluetas de vuelo recuerdan a la de Accipiter nisus, aunque estos tienen una cabeza grande. El cuco también tiene un plumaje y tamaño similares. Un estudio con pájaros disecados demostró que las aves son menos propensas a acercarse al cuco (especie que parasita a las crías), ya que tiene un dorso similar a Accipiter nisus. El carricero es más agresivo hacia los cucos con pocas semejanzas al gavilán común, lo que indicaría que su parecido con esta última ave permite acceder al nido del huésped.
El gavilán común es más grande que el gavilán chikra, y sus reclamos de alarma son diferentes. El macho es ligeramente más grande que el esmerejón, pero de tamaño similar al gavilán griego. Este último difiere de A. nisus por tener alas más estrechas y puntiagudas, una cola más corta, la punta de las alas oscura en ambos lados y más franjas oscuras en la cola (6 a 8 en lugar de 4 o 5), pero más finas. También tiene los dedos más cortos y la dieta consiste en lagartos e insectos. Debido a la superposición en el tamaño, la hembra puede ser confundida con el azor macho, que es aproximadamente del mismo tamaño, pero menor que la hembra de A. nisus. El gavilán común es más pequeño y delgado y las alas son más cortas y menos puntiagudas, y la cola es cuadrada, larga y con base estrecha, mientras que la del azor es redondeada y con base amplia. Las caderas de esta ave también son más delgadas, y el cuello es más corto. Por último, los movimientos de las alas son más rápidos que en los azores. En tierra, el gavilán común se distingue fácilmente por sus largas patas delgadas, entretanto el azor tiene patas fuertes con tarsos gruesos. Existe alguna posibilidad de confundirlo con el gavilán besra, pero A. nisus melaschistos, la subespecie local, es considerablemente mayor en tamaño.

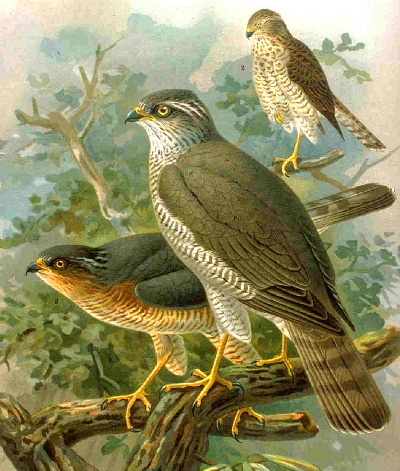
Pareja de gavilanes comunes.
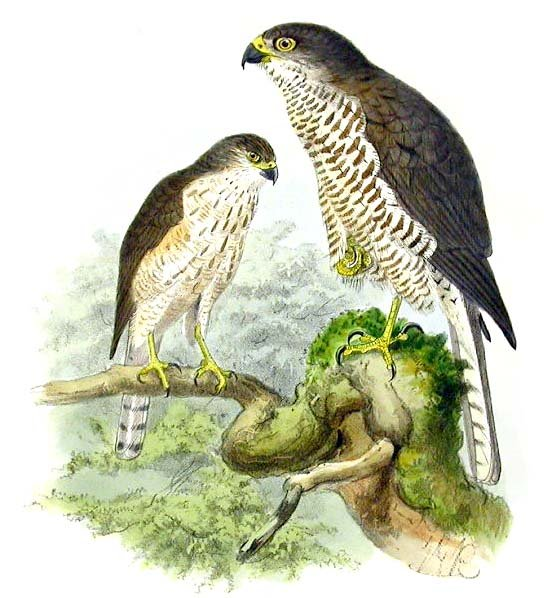
Pareja de gavilanes griegos.
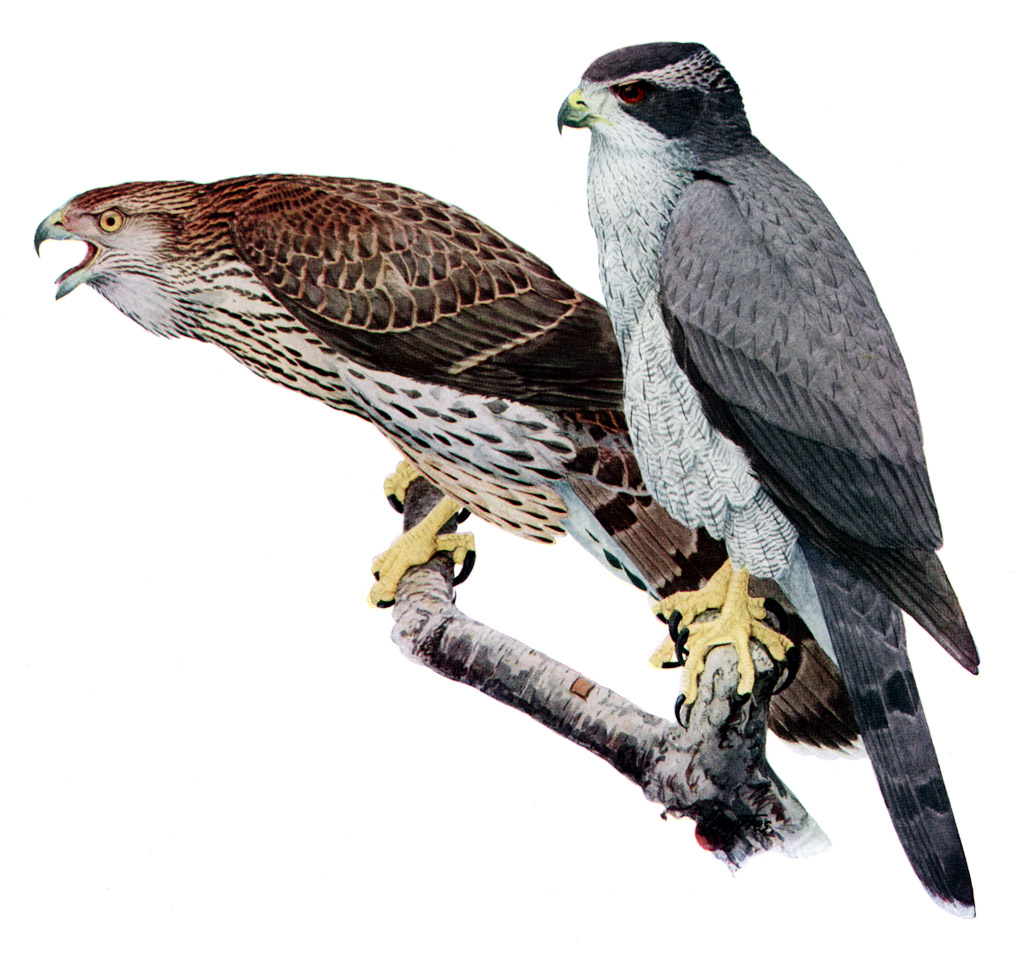
Pareja de azores.
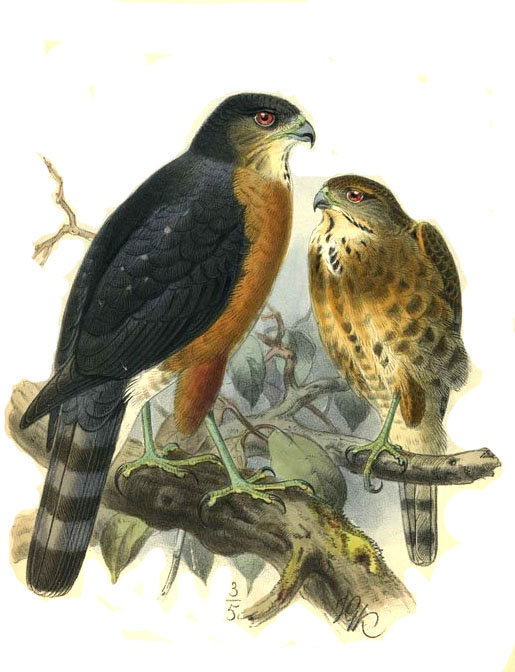
Pareja de gavilanes besra.

## Ecología y comportamiento

### Vuelo y comunicación

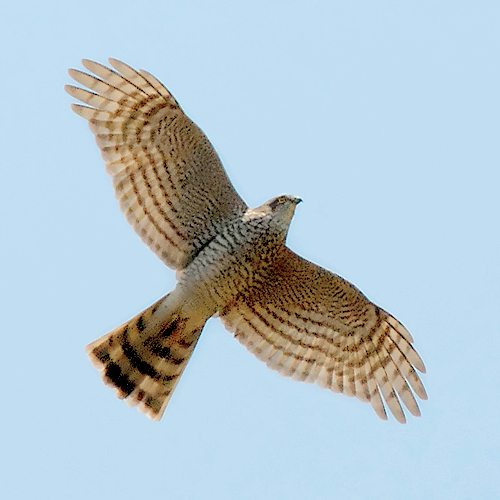
Un gavilán en vuelo.

Su vuelo es distintivo de los gavilanes, ondulado, y alterna aleteos rápidos con vuelos cortos en trayectos curvos. En la caza, vuela a baja altura cerca de los árboles y arbustos para sorprender a su presa.
Según Svensson, durante el invierno el ave es reservada y silenciosa. Durante la temporada de reproducción, «chilla» o se «excita». Emite un cacareo que comprende una serie de sílabas individuales como kyukyukyukyukyu o kikikikikikiki. El ritmo del reclamo varía según sea el uso, si lo va a requerir para una exhibición, una alerta o para anunciar el regreso al nido, aunque suele ser muy discreto cuando se encuentra fuera del nido. Newton observó que cuando la hembra está en el nido empollando, utiliza un «hui-ou quejumbroso» para reclamar alimento al macho.

### Alimentación
El gavilán es un importante depredador de pequeños pájaros del bosque, aunque solo el 10 % de los ataques tienen éxito. Su técnica consiste en ataques sorpresivos, usando setos, matorrales, bosques, huertos y otras áreas de su hábitat que siempre estén cubiertas para ocultarse; la elección de dónde vivir depende de la presencia de estos puntos de cacería. También visita los jardines de las zonas urbanizadas, aprovechando las presas que se encuentran en ellas. Espera, escondido, observando a las aves, y luego sale por la parte inferior y cubierta con un vuelo rápido. A veces puede sobrevenir una acción defensiva del ave, por lo que el gavilán agarra a su víctima por la espalda y la coloca boca abajo; de no hacerlo la presa escapará hacia la vegetación cercana. También puede atrapar a la presa a una gran altura. El ornitólogo británico Ian Newton describió un total de siete métodos de caza utilizados por el gavilán. Según sus observaciones, el principal es la cacería por posaderos a corta distancia, en la que el gavilán se desplaza por los árboles del bosque por saltos de rama en rama, con los que monitorea los alrededores hasta encontrar a su presa.

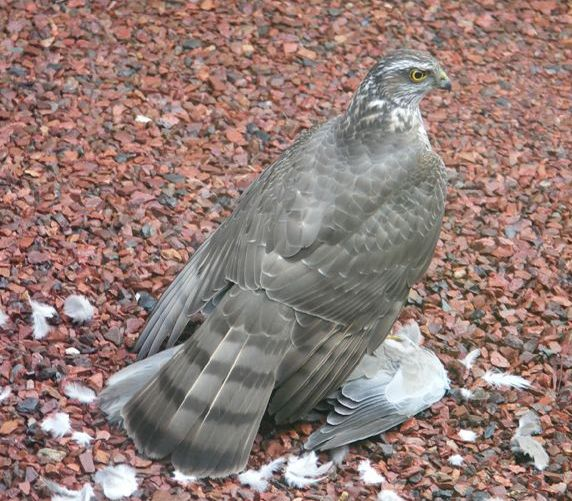
La hembra es capaz de atrapar una presa más grande que el macho, como esta tórtola turca.

Los machos logran matar aves que pesan hasta 40 g, y en ocasiones hasta 120 g, mientras que las hembras pueden atrapar presas con un peso de hasta 500 g o más. En las aves adultas, el consumo diario de carne se estima en 40 a 50 g para los machos y 50 a 70 g para las hembras. En un año, un par de gavilanes podría matar a 2200 gorriones, 600 mirlos o 110 palomas torcaces. Por lo general, las especies que se alimentan al descubierto, o que son visibles por su comportamiento o coloración, tienen más posibilidades de ser capturadas por el gavilán. Por ejemplo, el carbonero y el gorrión son vulnerables a los ataques. Las rapaces pueden ser responsables de más de la mitad de las muertes en algunas especies, pero este dato varía de una región a otra.

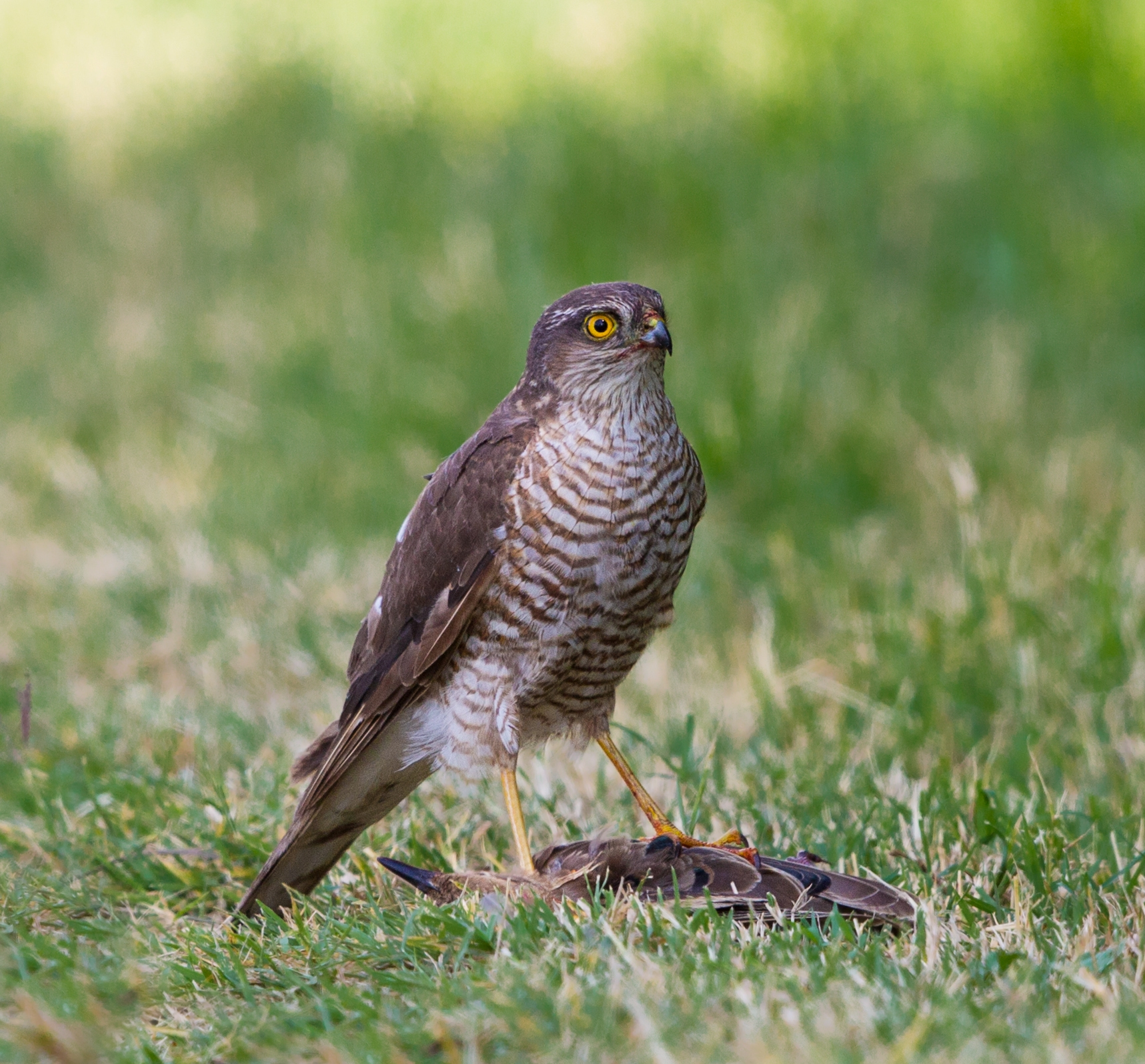
Un macho adulto sobre los restos de un estornino pinto. Antes de comer la carne, retira las plumas grandes.

El macho se alimenta únicamente de pequeños paseriformes no mayores que los zorzales, como páridos (carboneros y herrerillos), fringílidos (pinzones, canarios, jilgueros y carpodacos), paséridos (gorriones del Viejo Mundo) o emberízidos (escribanos). La hembra consume principalmente túrdidos (tordos, mirlos) y estúrdidos (estorninos), pero también puede atacar aves más grandes. Las presas más grandes (como colúmbidas o urracas) no mueren inmediatamente, pero sucumben cuando el gavilán les quita las plumas o se los come. Más de 120 especies de aves han sido registradas como presa, y cada gavilán pueden especializarse en una de ellas. Las aves que captura la rapaz son, por lo general, adultos o jóvenes, pero también pueden comer polluelos en el nido y carroña. En algunas ocasiones, captura pequeños mamíferos como los murciélagos, pero el consumo de insectos es muy raro.
Los pájaros pequeños mueren al instante o cuando son comprimidos por las dos garras largas de la pata del gavilán. La rapaz usará sus garras para aplastar y lacerar a las presas que luchen por defenderse. Las patas largas son útiles cuando la presa que se defiende es mucho mayor en tamaño, para así poder picotearla sin que el cuerpo sufra mayor daño. Se eleva por encima de su presa, le arrebata las plumas y la despedaza. Suele comer primero los músculos del pecho. Solo quedan los huesos, pero el gavilán puede romperlos con el gancho de la punta de su pico. Al igual que otras rapaces, el gavilán produce plumadas que contienen las partes no digeribles de sus presas; estas miden 25-35 mm de longitud y 10-18 mm de ancho, con un extremo más estrecho y puntiagudo que el otro. Por lo general, se componen de pequeñas plumas, puesto que las grandes se rompen y no son consumidas.

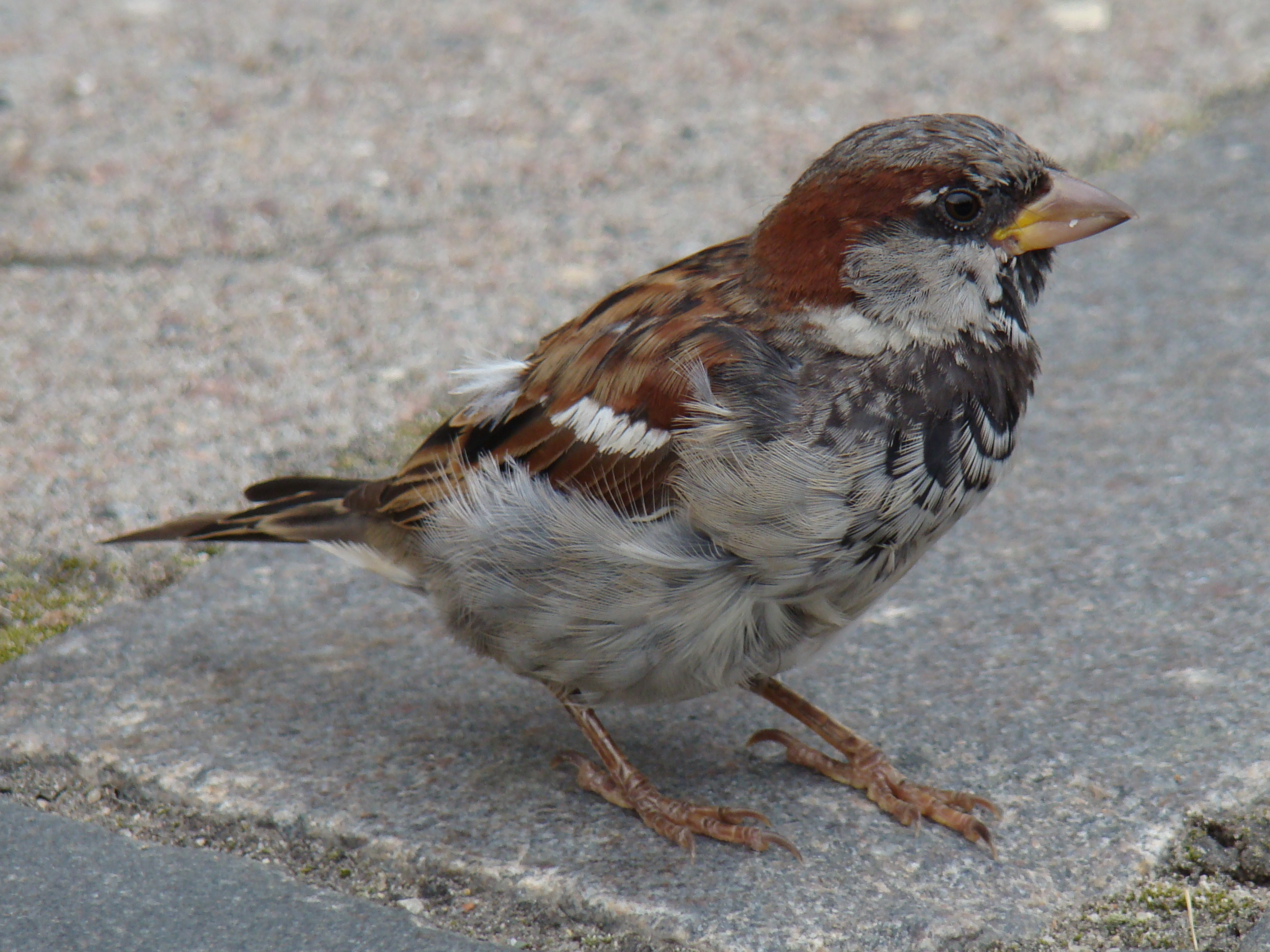
Las aves que se alimentan a la intemperie, como este gorrión, son más vulnerables a la depredación.

Un estudio examinó la evolución de una población de herrerillos en una zona donde un par de gavilanes comenzó a anidar en 1990. Se llegó a la conclusión de que la tasa de supervivencia anual (el cociente entre el número de individuos vivos al terminar el año y el número de individuos vivos al comenzar el año) de los herrerillos adultos en esa área había disminuido de 0.485 a 0.376. El tamaño de la población reproductora no cambió, pero había un menor número de individuos no reproductores. En el bosque, los gavilanes eran los responsables de la muerte de un tercio de todos los jóvenes herrerillos. Los reclamos de alarma de dos tipos de llamadas realizadas por carboneros —cuando un depredador los acosa o cuando huyen de una rapaz— se encuentran dentro del rango óptimo para ser escuchado por otros carboneros y el depredador. El reclamo de alarma agudo emitido cuando un gavilán vuela en la distancia no puede ser percibido por los carboneros. En Sussex se constató que el daño de la depredación del gavilán en la perdiz pardilla fue mayor cuando la densidad de la perdiz era menor. Un estudio llevado a cabo durante 10 años en Escocia halló que los gavilanes no seleccionaban archibebes por tamaño o condición; esto posiblemente se debía a que la técnica de caza empleada era un ataque sorpresa. Otro estudio mostró que el riesgo de depredación por gavilán y azores se multiplicó por 25 si la presa estaba infectada con el parásito hematófago Leucocytozoon, y las aves con malaria aviar tenían 16 veces más probabilidades de morir aniquilados.
Durante la persecución, el gavilán puede viajar 2-3 km por día. Grzimek documenta que el ave se eleva por encima de los árboles cuando desea hacer alarde de su territorio, asomarse para controlar su zona, y para viajar distancias más largas. Un estudio realizado en una zona boscosa de Noruega descubrió que el tamaño promedio del territorio era de 9.2 km² en los machos y 12.3 km² en las hembras; otros estudios realizados en Gran Bretaña habían encontrado territorios más pequeños, lo cual podría explicarse con que las tierras menos productivas en Noruega están asociadas con una densidad menor de presas.

### Reproducción

#### Construcción del nido
El gavilán se reproduce en bosques de gran extensión, generalmente de coníferas o mixtos, aunque prefiere bosques poco abiertos o densos para poder volar con libertad. El nido puede ser localizado en la horcadura de un árbol, cerca del tronco y, a veces en la base de dos o tres ramas, en una rama horizontal ubicada en la parte inferior del dosel, o cerca de la parte superior de un gran arbusto. El ave tiene preferencia por las coníferas y las píceas. Construye un nuevo nido cada año, por lo general cerca del nido del año anterior; algunas veces, sobre los restos de un nido abandonado de una torcaz, o un cuervo picudo —algo que A. n melaschistos hace con frecuencia—. El macho lleva a cabo el trabajo esencial de la construcción. La estructura, hecha de ramitas sueltas que miden hasta 60 cm de largo, tiene un diámetro promedio de 60 cm. Para la colocación, se añade un revestimiento de ramitas finas o trozos de corteza.
Durante la temporada de reproducción, el macho adulto pierde algo de peso, ya que se encarga de la alimentación de su pareja hasta que ponga los huevos, y también cuando los pichones son grandes y requieren más comida. El peso de las hembras adultas alcanza su punto máximo en mayo, por la puesta, y un mínimo en agosto, cuando ya se completó el ciclo reproductivo. El número de huevos y el éxito reproductivo dependen del mantenimiento de un peso elevado de la hembra. La mayor parte de los gavilanes permanecen en su territorio durante una sola temporada de cría, otros llegan a permanecer en el mismo hasta ocho años. Por lo general, un cambio de pareja o intentos fallidos en la reproducción llevan a un cambio de territorio; las aves de mayor edad tienden a permanecer en el mismo lugar. Los gavilanes que mantienen su territorio tienen un mayor éxito reproductivo, constante cada año. Aquellas hembras que cambian de territorio tiene un mayor éxito al año siguiente. En Europa Central, el gavilán, al igual que el azor, «neutraliza» un área alrededor de su nido en el que no cazará o depredará. Allí llegan muchas aves pequeñas a anidar, ya que se sienten protegidas de los depredadores por la presencia de un par de rapaces.

#### Puesta y eclosión

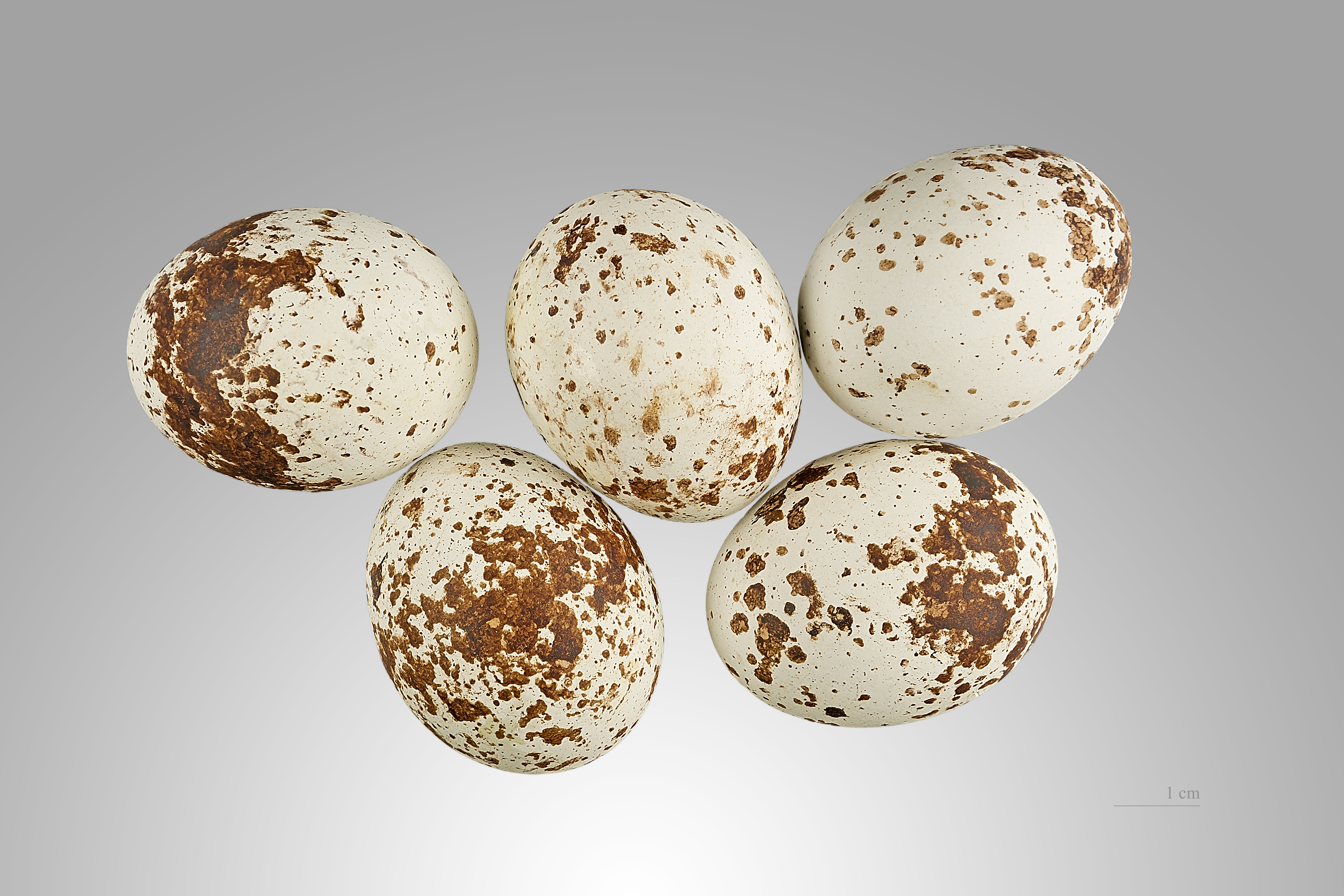
Huevos de A. nisus conservados en el museo de Toulouse.

La hembra pone los huevos a finales de mayo o junio. Son de color azul claro con muchas manchas marrones, pero si son recolectados, pierden su color de fondo con el tiempo. Cada huevo mide 35-46 x 28-35 mm y tiene un peso de aproximadamente 22.5 g, de los cuales el 8 % corresponde al cascarón. La calidad de los huevos puede declinar por un tamaño y masa inferiores, cascarón fino y frágil, contextura y porosidad anormales, y presencia de contaminantes (DDE, PCB, HEOD y Hg). La pérdida de agua está relacionada con índices de polución y acumulación de metales pesados, lo que se debe a la anidación en zonas contaminadas.
La especie suele poner de tres a seis huevos, pero es común encontrar nidos con cuatro o cinco. La puesta la realiza habitualmente por la mañana, con un intervalo de dos a tres días entre cada huevo. Si esta llega a perderse, la hembra puede restituirla con dos huevos más, aunque de menor tamaño. El hueso tarsometatarso en nacidos de huevos grandes crece en menor tiempo y con un tamaño mayor que los nacidos de huevos pequeños. La incubación es realizada por la hembra, ya que el cuerpo del macho, más pequeño, no podría cubrir toda la puesta; la hembra comienza a incubar al poner el segundo o tercer huevo. Cada uno eclosiona después de 33 a 35 días de incubación; en caso de que la incubación sea difícil el tiempo total que ocupará la hembra será de cuatro a cinco semanas. Durante este período, el macho alimenta a la hembra.

#### Crecimiento de las crías
El plumón de los polluelos es corto, escaso y completamente blanco. Son altriciales y la hembra los alimenta con presas desplumadas por el macho durante los primeros 8 a 14 días de vida. Posteriormente continúan siendo alimentados por ambos padres, pero se hacen capaces de consumir la presa por sí solos. El segundo plumaje juvenil es lanoso y marrón. El macho transporta presas capturadas al nido hasta seis veces al día la primera semana, una cifra que sube a ocho veces al día en la tercera semana y diez veces al día la última semana que los jóvenes están en el nido, para cuando la hembra comienza a cazar también.

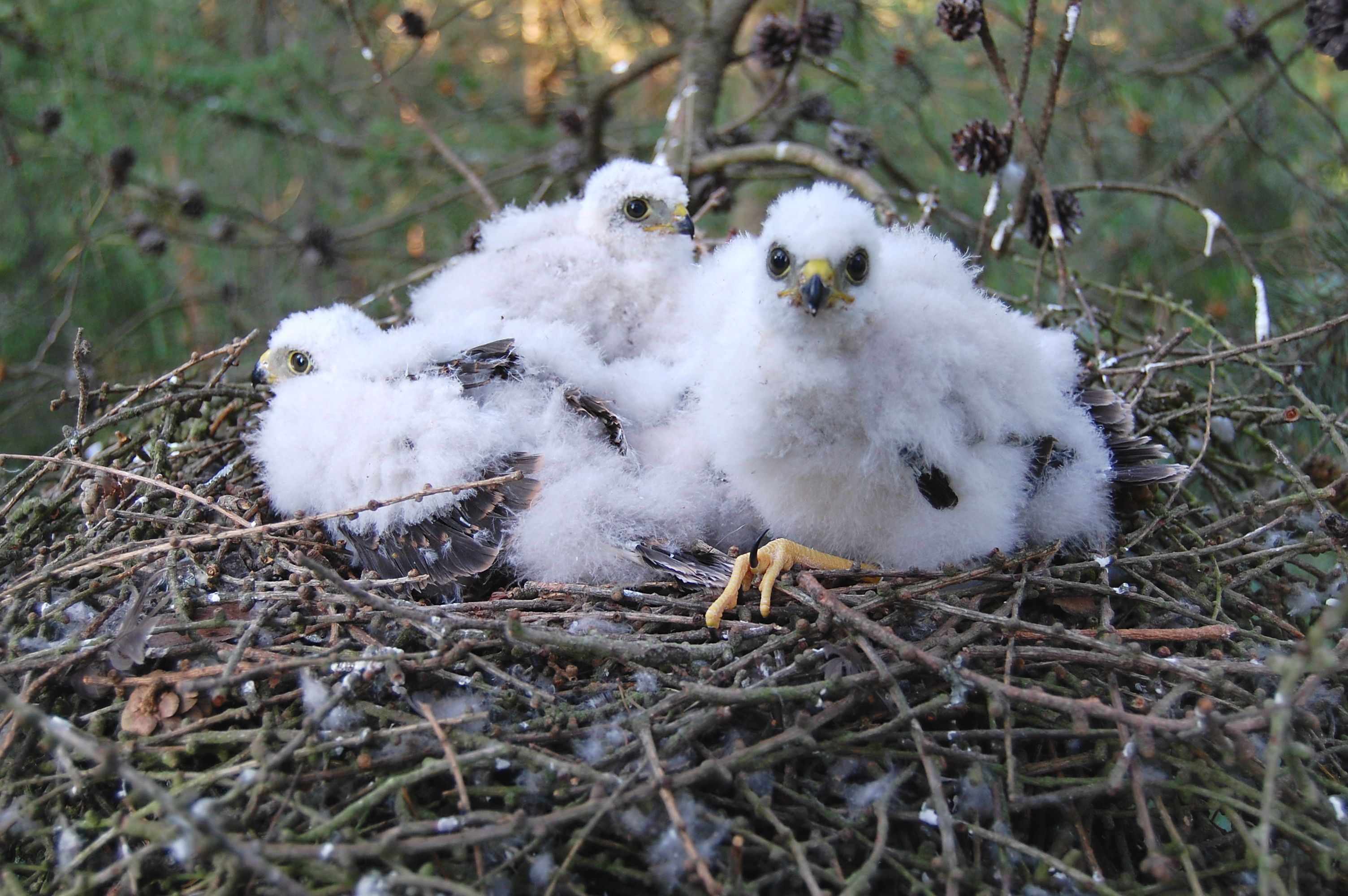
Gavilanes polluelos.

Entre los días 24 y 28 después de la eclosión, las crías comienzan a posarse en las ramas cercanas al nido y a intentar su primer vuelo. Son alimentadas por sus padres durante 28 a 30 días más, y permanecen cerca del nido el tiempo necesario para aprender a volar. Los jóvenes se independizan después de que sus padres dejan de alimentarlos. Todos los pichones reciben la misma cantidad de alimento, pero los polluelos machos, que tienen aproximadamente la mitad del tamaño de las hembras, maduran más rápidamente y parecen listos para abandonar el nido antes. La edad de emancipación se correlaciona negativamente con el aumento de peso en la edad prematura. La madurez sexual se alcanza después de uno a tres años.

### Demografía, depredadores y parásitos
La edad más avanzada que se conoce a la que ha llegado un gavilán salvaje es de veinte años y tres meses, se trataba de un individuo encontrado muerto en Dinamarca que había sido anillado; no obstante, la esperanza de vida típica es solo cuatro años. El análisis de datos realizado por la British Trust for Ornithology muestra que la proporción de jóvenes que sobreviven el primer año es del 34 %; la supervivencia en adultos de un año a otro es del 69 %. En su primer año de vida las aves pesan menos que los adultos y son particularmente livianas en los dos primeros meses después de la emancipación. Probablemente tengan una tasa de mortalidad alta durante este período, especialmente entre los machos jóvenes. Un estudio realizado en el sur de Escocia sugirió que la mortalidad alta en los machos jóvenes podría ser el resultado del tamaño pequeño y el de sus presas, lo que le obliga a alimentarse por sí mismos (ya no era obligación de los padres) y a cazar más frecuentemente. El tamaño pequeño también limita la variedad de presas que puede cazar. Se ha estimado que el peso promedio de las hembras le podría ayudar a sobrevivir siete días sin comida, tres días más que un macho de peso promedio. Otro estudio de las hembras reveló «pruebas sólidas» de que la tasa de supervivencia aumentó durante los tres primeros años de vida y luego disminuyó en los últimos cinco o seis años. La senescencia fue la causa de esta disminución. También se han encontrado grandes variaciones intraespecíficas en la densidad-dependencia de la dinámica de poblaciones, y tales cambios regresaban a un punto de equilibrio en aproximadamente 1.7 a 22.5 años. En el bosque de Ae, en el suroeste de Escocia, un estudio demostró que el 21 % de las crías pereció después de dos días a causa del insuficiente suministro de comida, depredación o porque los padres abandonaron el nido.

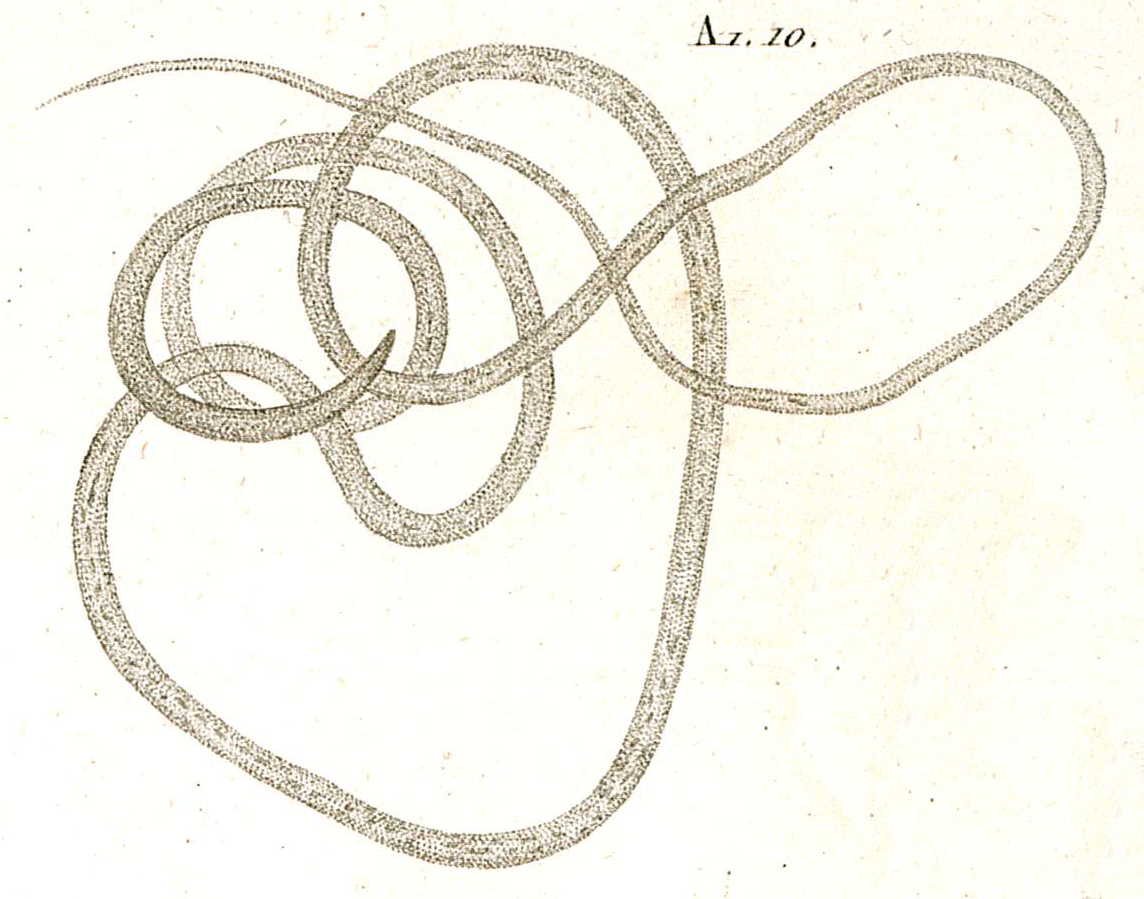
Eucoleus dispar, uno de los parásitos encontrados en el gavilán.

Los depredadores naturales del gavilán son la lechuza, el cárabo, el azor, el halcón peregrino, el águila real, los búhos del género Bubo, los zorros, la garduña y la marta. El parásito Leucocytozoon toddi puede transmitirse de los padres a los polluelos cuando todavía está en el nido, ya que el reducido espacio compartido entre cada ave facilita la propagación. El gavilán puede ser el huésped de muchos parásitos, como el acantocéfalo Centrorhynchus magnus, los cestodos Mesocestoides perlatus y Cladotaenia globifera, los nematodos Synhimantus laticeps, Ascaris depressa, Porrocaecum angusticolle, Porrocaecum depressum, Diplotriaena falconis, Hamatospiculum accipitris, Chandlerella natali, Gnathostoma spinigerum, Habronema leptoptera, Microtetrameres sp., Physaloptera alata, Physocephalus sexalatus, Spirocerca lupi, Cyathostoma lari, Baruscapillaria falconis, Capillaria tenuissima y Eucoleus dispar, y los trematodos Brachylecithum strigis, Neodiplostomum spathula, Neodiplostomum spathoides, Plagiorchis elegans, Plagiorchis maculosus, Prosthogonimus cuneatus y Strigea falconis.

## Distribución y hábitat

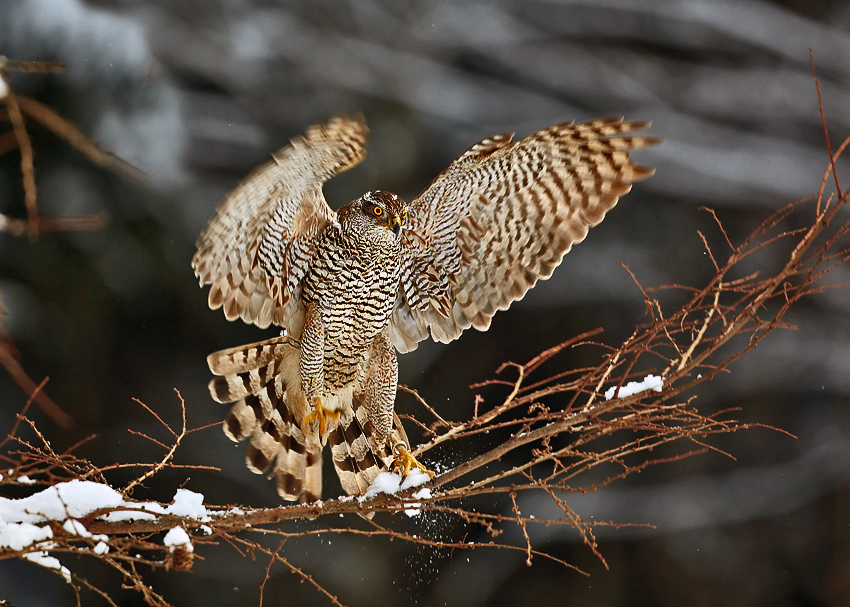
Ejemplar fotografiado en la República Checa.

La distribución de la especie se extiende en todas las regiones templadas y subtropicales del Viejo Mundo. El gavilán vive o anida en un área estimada de 23.1 millones de km². Es una de las aves rapaces más comunes de Europa, junto al cernícalo y el ratonero. Accipiter nisus es común en la mayoría de las zonas boscosas de la distribución geográfica y también en las zonas más abiertas con árboles dispersos. El gavilán prefiere cazar cerca de las orillas de los bosques, pero puede acechar y atrapar presas (en particular, aves migratorias) en cualquier hábitat. La creciente proporción de bosques de mediana edad, creados por técnicas forestales modernas, benefició a la especie, según un estudio noruego. A diferencia de su pariente, el azor, se puede ver al gavilán en jardines y zonas urbanas, e incluso se reproduce en los parques de las ciudades.

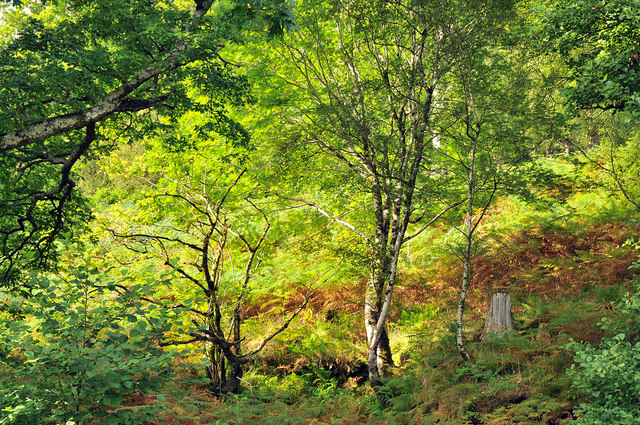
Los bosques con árboles de hoja ancha son un hábitat típico de anidación y caza para el gavilán.

Las poblaciones de regiones frías del norte de Europa y Asia migran hacia el sur por el invierno, y llegan a lugares como el norte de África (algunos tan lejanos como África ecuatorial oriental) o la India. Los individuos en zonas sureñas son residentes anuales o se dispersan fuera de la temporada de reproducción. Los jóvenes comienzan su migración antes que los adultos y las hembras jóvenes son las primeras en partir (lo hacen antes que los machos jóvenes). Un análisis de los datos de aves anilladas recolectadas en Helgoland (Alemania) mostró que los machos viajaron una mayor distancia y con mayor frecuencia que las hembras; en otra observación con aves anilladas en Kaliningrado, se descubrió que los machos viajaron una distancia promedio de 1328 km y las hembras, 927 km antes de la recaptura.

## Taxonomía y sistemática

### Etimología y semántica
Aunque su origen exacto permanece en debate, el Diccionario de la lengua española y el filólogo Joan Corominas afirman que la palabra «gavilán» proviene del gótico gabila, que a vez deriva del alto alemán antiguo gabala o gabila, o del anglosajón geaflas. Según Calero, este último posiblemente signifique «horca», al relacionar las garras del animal con la horquilla de los campesinos. La RAE especula si se aplicaba a una especie concreta de gavilán usada en la cetrería (no específicamente A. nisus) y que pronto pasó a aplicarse a todo el género Accipiter. Las palabras gavião (portugués), gabirai (vasco) y gavilans (mallorquín) podrían tener raíces etimológicas vinculadas; no obstante Meyer-Lübke ha descartado dicha hipótesis. Las variantes en castellano medieval se encuentran documentadas en El espéculo y el Libro de los animales que caçan del rey Alfonso X «el Sabio», Elena y María y en Libro de la caça de don Juan Manuel. Corominas también sugiere que el vocablo español moderno tiene las características de un nombre propio masculino usado por los godos, que solían latinizar como «Agǐla» o «Agǐlānis».

### Taxonomía y nomenclatura

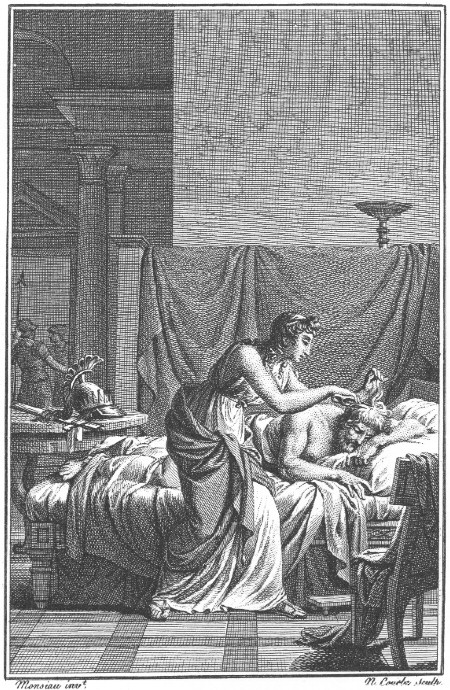
Escila en el momento que le cortó el mechón púrpura a su padre. Grabado de 1806 por Monsiau.

La especie fue descrita en 1758 por el naturalista sueco Carlos Linneo en su libro Systema naturæ y con el protónimo Falco nisus, luego desplazado a su actual género, Accipiter, por Mathurin Jacques Brisson en 1760. El nombre científico actual proviene del latín accipĭter, vocablo usado para designar a diversas aves rapaces (como los gavilanes, azores y halcones), y nīsus, «esparaván». Esta última palabra tiene su origen en un personaje de la mitología griega: Niso, el rey de Mégara, que tenía un mechón de pelo púrpura en la cabeza que le garantizaba su vida y el trono. Su hija Escila se enamoró de Minos (enemigo de Niso) y le cortó el mechón púrpura a su padre mientras dormía para ofrecérselo a Minos como muestra de su amor. Rechazada, se transforma en garceta, y su padre, en gavilán.

### Sistemática
El gavilán común forma una superespecie junto al gavilán patirrufo de África oriental y meridional, y posiblemente con el gavilán malgache. Las diferencias morfológicas forman una variación clinal, en la que las aves de Europa Oriental crecen más grandes y con plumaje más claro que las del oeste del continente. En Gran Bretaña, los gavilanes que viven al norte son más grandes que sus equivalentes australes: por cada grado más al norte, la cuerda máxima (el indicador de tamaño corporal más confiable) aumenta 0.86 mm en los machos y 0.75 mm en las hembras.
El Congreso Ornitológico Internacional (versión 5.3, 2015) y el ornitólogo británico Alan P. Peterson reconocen siete subespecies:
- A. n. nisus (Linnaeus, 1758),[2] la subespecie tipo, habita desde Europa hasta el sudoeste de Siberia y Asia Central.[68] Las poblaciones septentrionales migran al sur para invernar en el Mediterráneo, el noreste de África, la península arábiga o Pakistán.
- A. n. nisosimilis (Tickell, 1833)[70] habita desde el noroeste de Siberia hasta el norte de China y Japón.[68] Esta subespecie es completamente migratoria: pasa el invierno en Pakistán y la India, y llega el este atravesando el Sudeste Asiático, el sur de China hasta Corea y Japón. Incluso algunos individuos llegan hasta África. Es muy similar a la subespecie tipo, pero ligeramente más grande.[71]
- A. n. dementjevi Stepanyan, 1958 habita en las montañas Tian, en Asia Central;[68] algunos autores lo consideran sinónimo de A. n. nisosimilis.
- A. n. melaschistos Hume, 1869 habita en el este de Afganistán hasta el sudoeste de China;[68] anida en las montañas afganas y en toda la cordillera del Himalaya en el sur del Tíbet hasta el oeste de China, pero en los inviernos desciende a las llanuras de Asia Meridional. Es más grande que nisosimilis[65] y la cola es más larga.[13] Las partes superiores tienen coloración gris pizarra y son más oscuras, mientras que las franjas rojizas tienen una disposición distinta en el dorso.[65]
- A. n. wolterstorffi O. Kleinschmidt, 1901 vive en Córcega y en Cerdeña.[68] Esta es la subespecie más pequeña de todas;[66] las partes superiores son más oscuras y el vientre tiene franjas más gruesas que la subespecie nominal.[12]
- A. n. punicus Erlanger, 1897 habita en el noroeste de África.[68] Es grande y con plumaje claro,[72] y muy similar a A. n. nisus.[12]
- A. n. granti Sharpe, 1890 —cuyo epíteto específico conmemora al coleccionista del tipo, William Robert Ogilvie-Grant—[73] habita únicamente en Madeira y en las islas Canarias.[68] Es más pequeño, oscuro[72] y presenta más franjas longitudinales en el pecho que la subespecie tipo.

## Relación con el ser humano

### Amenazas y conservación

#### Agentes contaminantes

Estructura química del diclorodifeniltricloroetano (DDT), insecticida organoclorado muy utilizado en los años 1940-1950.

La población de gavilanes se desplomó en la segunda mitad del siglo xx. Este desmoronamiento coincidió con la introducción en 1956 de insecticidas organoclorados como aldrina, dieldrina y heptacloro, utilizados para el tratamiento de semillas en la agricultura. Los productos químicos que se acumularon en los cuerpos de las aves que se alimentan de semillas tuvieron efectos nocivos en sus depredadores, como el gavilán o el halcón peregrino: cáscaras de huevo demasiado delgadas y que se rompían durante la incubación. Además, los adultos podían envenenarse por concentraciones letales del insecticida. Estas sustancias también pueden causar irritabilidad, convulsiones y desorientación en las aves adultas. En el oeste de Alemania y antes de los años cincuenta, casi el 80 % de los nidos tenía polluelos volantones, frente al 54 % que se contabilizó en los años sesenta y setenta. En el Reino Unido, la especie casi ha desaparecido en Anglia Oriental, donde más se utilizaron los mencionados productos químicos; en el oeste y el norte, donde no fueron utilizados los pesticidas, no hubo disminución de la población. La Real Sociedad para la Protección de las Aves adquirió la reserva natural Coombes Valley en Staffordshire, porque era el único sitio de reproducción del ave que quedaba en los Midlands de Inglaterra.

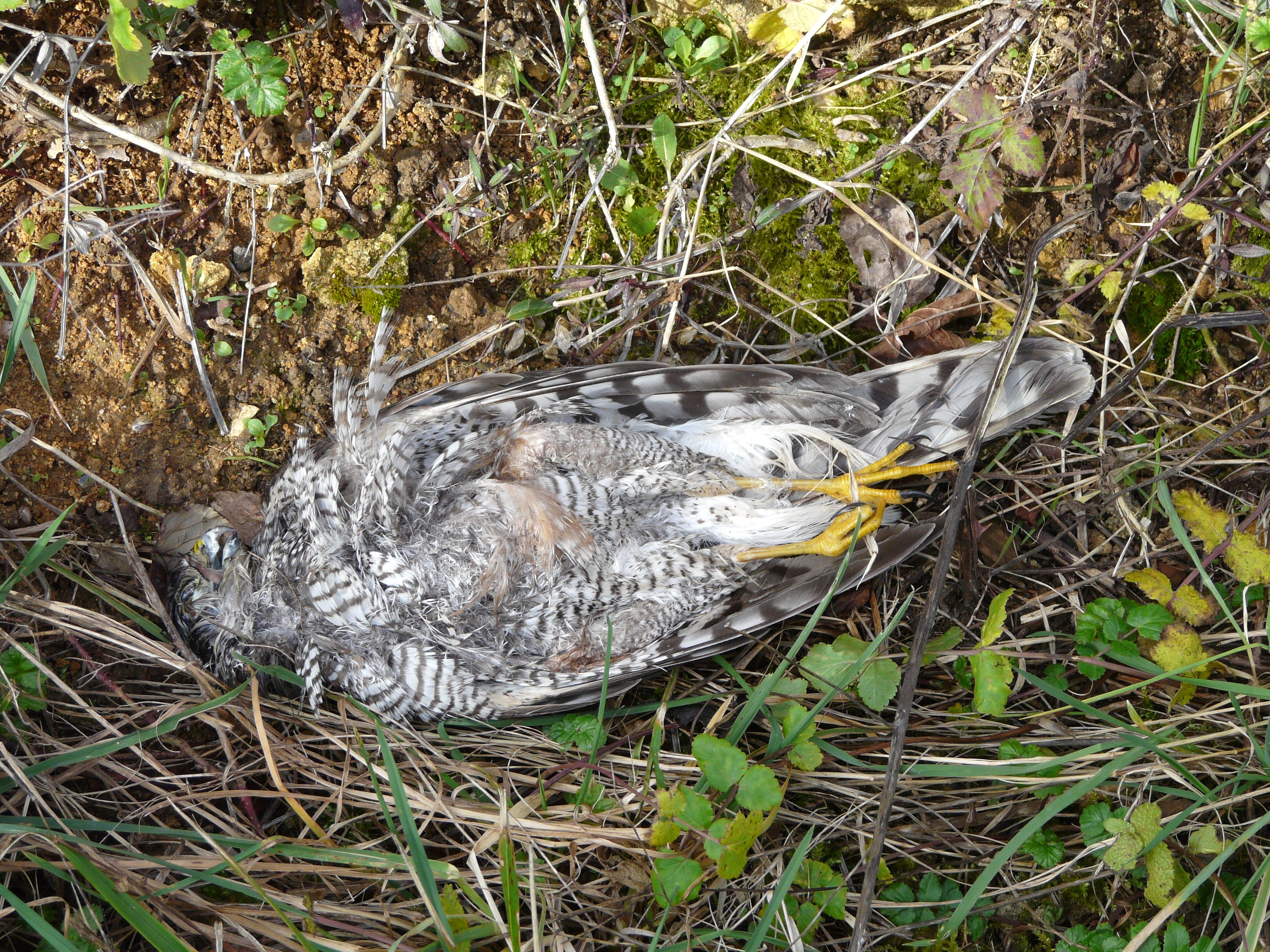
Cadáver de un gavilán en Francia.

Debido a que la especie está protegida en Bélgica y Francia, y que el uso de algunos pesticidas remanentes —incluyendo DDT— está prohibido, las poblaciones se recuperaron, después de la década de 1970, en Bélgica, Francia, Suiza y Luxemburgo. En el Reino Unido, retomó el ritmo de crecimiento con el abandono de los pesticidas desde 1975: aumentó en un 108 % entre 1970 y 2005, pero disminuyó en un 1 % entre 1994 y 2006. En Suecia hubo también un aumento de la población en la década de 1970 con la prohibición de los plaguicidas, puesto que anteriormente había experimentado un descenso crítico desde 1950. En la década de 1980 el diclorodifenildicloroetileno o DDE (un producto tóxico persistente de la degradación de DDT) persistía en algunas zonas de los Países Bajos, pero el descenso en el número de puestas perdidas a causa de la fragilidad de los huevos en la década de 1970 sugiere, sin embargo, una disminución en la cantidad de los plaguicidas utilizados.

#### Enfrentamientos con los humanos

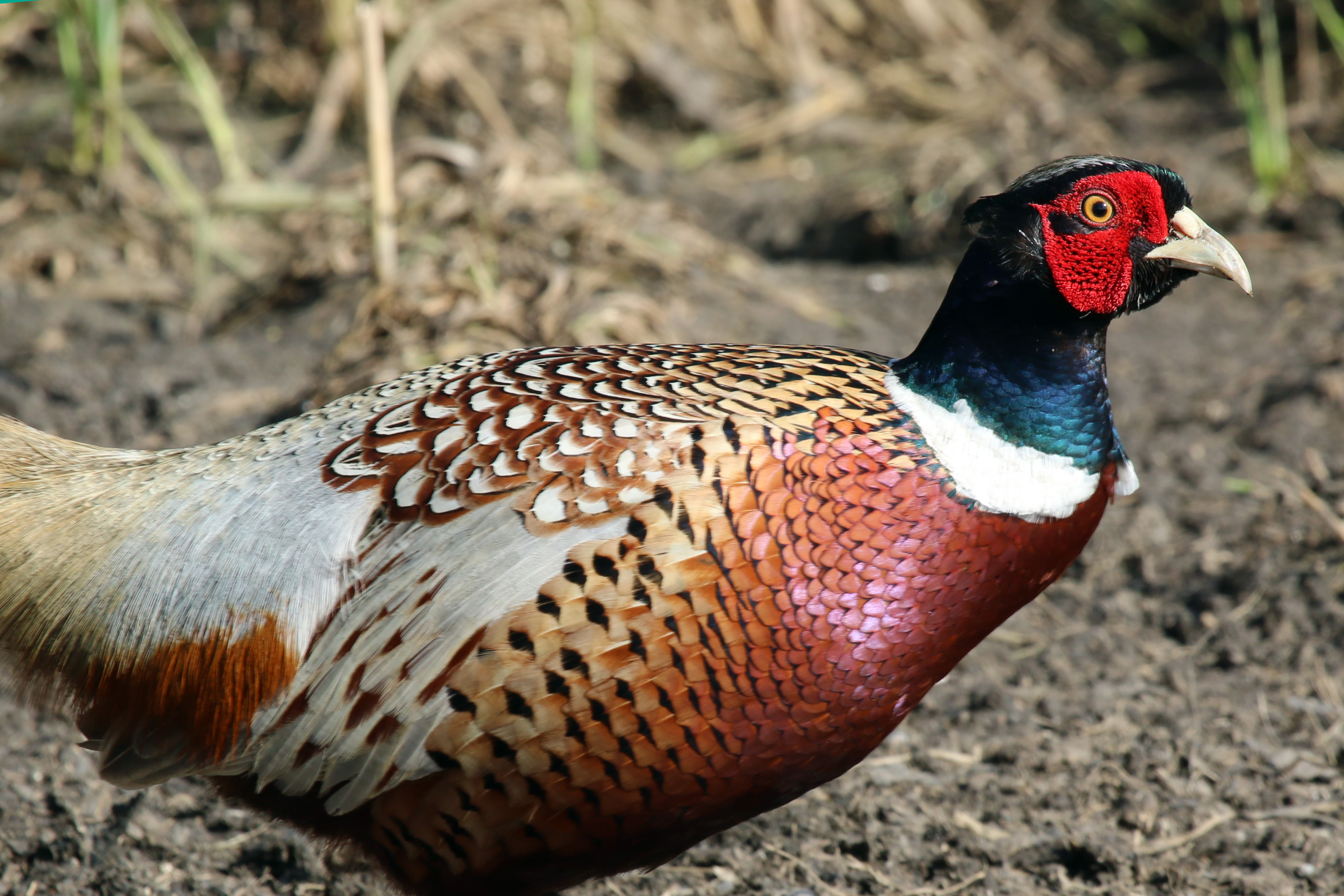
El gavilán podría ser visto como una plaga por guardas de coto que intentan asegurar los suficientes faisanes para la próxima caza.

La especialización del gavilán en el consumo de aves condujo al conflicto con ciertas actividades humanas. En el siglo xix se describió como «el gran enemigo de los pequeños cuadrúpedos y aves, y con frecuencia [es] muy destructivo con los jóvenes pollitos en el corral durante la temporada de reproducción» o «muy devastador entre las perdices». En 1851, T. B. Johnson escribió para los guardas de caza británicos: «El nido de esta ave debe ser buscado con diligencia... y destruido, disparando primero a los padres, si es posible». En 1870 John Murray, de la Asociación Británica para el Avance de la Ciencia, escribió: «El gavilán es quizá el único enemigo real del guarda de caza, pero al mismo tiempo, es probable que si el bien y el mal que hizo [el animal] fueran pesados con justicia, la balanza sería a favor del gavilán, ya que su presa favorita es la torcaz, que ahora se está extendiendo de medida perjudicial hacia la agricultura».
En los archivos parroquiales en Aldworth (Berkshire) se tiene constancia de remuneraciones por 106 cabezas de gavilanes, y al mismo tiempo se estaban realizando esfuerzos para controlar la población de otros paséridos. Durante el siglo xviii la especie sufrió una fuerte persecución por parte de los terratenientes y guardas de caza en Europa, pero se resistía a los intentos de erradicación. Por ejemplo, en las propiedades de Sandringham (Norfolk), 1645 «halcones» fueron asesinados entre 1938 y 1950, y otros 1115 entre 1919 y 1926 en Langwell y Sandside (ambas localidades de Caithness). La población era capaz de sustituir rápidamente a las aves perdidas, y con una alta proporción de aves no reproductoras y no territoriales también podían ocupar con facilidad territorios vacantes. Por otra parte, los guardas de coto preservaban tanto el hábitat de las aves de caza como el del depredador (el gavilán); los esfuerzos por erradicar a los azores o las martas, ambos depredadores de las crías del gavilán, pudieron haber beneficiado a este último. La población aumentó cuando cesó la cacería, especialmente durante la Primera y la Segunda Guerra Mundial. Una investigación sobre los efectos de los depredadores en las aves británicas desató polémica en 1998, al intensificar el conflicto entre los intereses de los protectores de la naturaleza y los guardas de coto. 
La disminución de las poblaciones de algunas paseriformes británicos en la década de 1960 coincidió con cambios significativos en las prácticas agrícolas, pero también con un aumento significativo en el número de gavilanes y urracas. Cuando se redujo la población de gavilanes con la llegada de los plaguicidas organoclorados, no hubo un aumento significativo en las poblaciones de paseriformes; también un estudio de las poblaciones de 13 especies de estas aves, que anidaban en un bosque de robles de 16 ha en Surrey entre 1949 y 1979, concluyó que no existían diferencias significativas en dichas poblaciones cuando los gavilanes se ausentaban de los bosques. En 1998, otro estudio británico, que había recopilado datos desde la década de 1960, llegó a la conclusión de que la disminución de aves cantoras no estaba relacionada con el aumento de la depredación por parte de los gavilanes y urracas; cada año se observan cambios similares en las bases de datos taxonómicas, se tomen en cuenta depredadores o no.

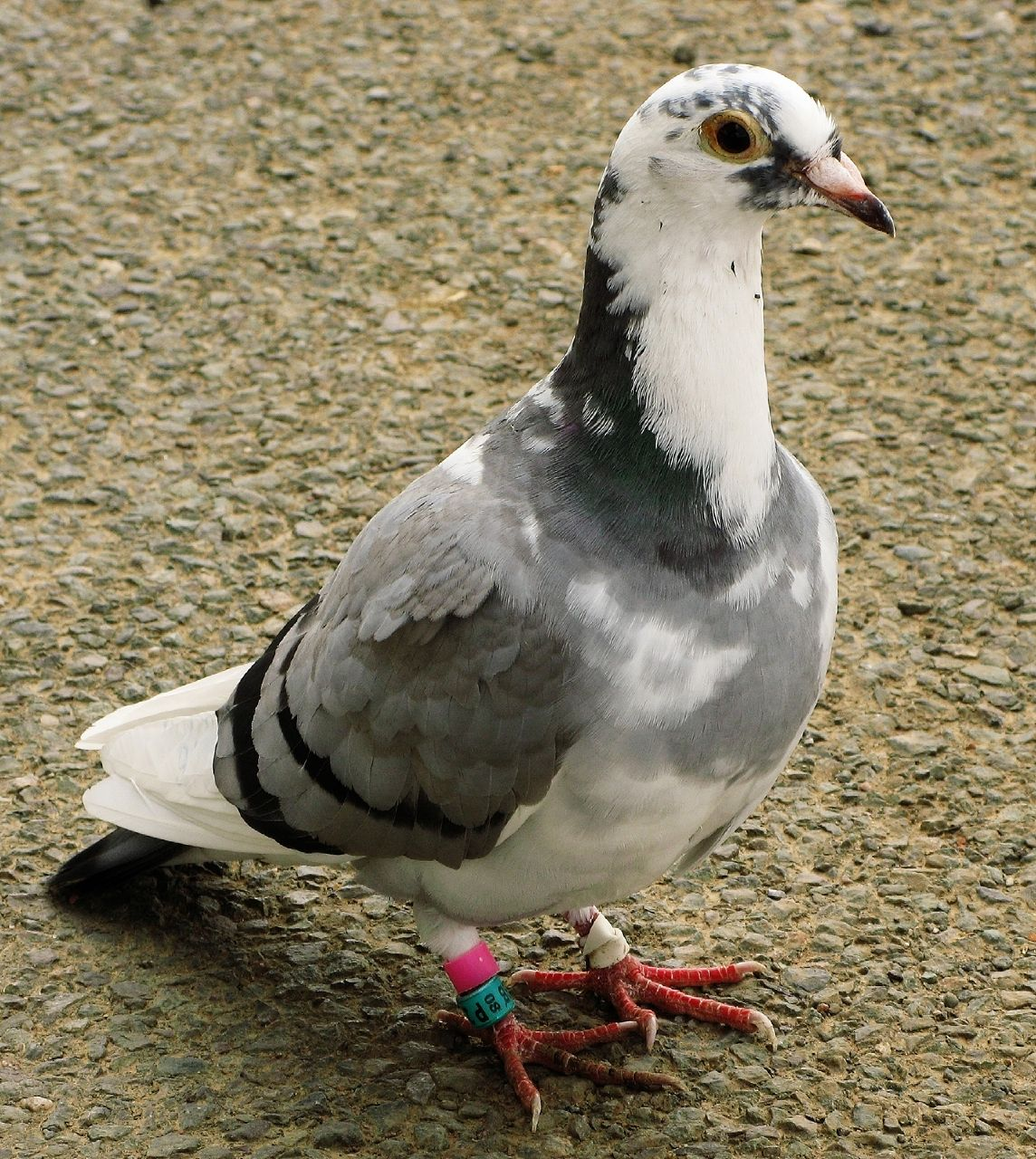
El gavilán es responsable de la muerte de menos del uno por ciento de las palomas de carrera.

Es común que los colombicultores responsabilicen de las pérdidas en las carreras de palomas al gavilán y el halcón peregrino, y han solicitado la erradicación o la caza de estas rapaces en las zonas que rodean los palomares. En 2004 los resultados de un estudio llevado a cabo durante dos años en Escocia, y en parte financiado por Scottish Natural Heritage, indicaron que se pierde el 56 % de las palomas cada año, pero los gavilanes únicamente son responsables de al menos el 1 % estas pérdidas, en comparación con el 2 % calculado para los halcones peregrinos.

#### Estado de conservación
En 2009 se estimaron 1.5 millones de gavilanes comunes con una distribución geográfica muy amplia a nivel global. Si bien no se han analizado las tendencias demográficas mundiales, la población parece ser estable, y el estado de conservación de la especie es de «preocupación menor» (LC) en la Lista Roja de la UICN. La subespecie A. n. granti está inscrita en el Anexo I de la Directiva de Aves y, por tanto, protegida por la Comisión Europea. De hecho, esta subespecie tiene una distribución pequeña y población reducida: unas 100 parejas en la isla de Madeira y 200 en las Canarias. Las principales amenazas son la recolección ilegal de huevos, la degradación del hábitat y la caza furtiva. En Irlanda es la rapaz más común, incluso anida cerca del centro de Dublín, pero las poblaciones noruegas y albanesas están disminuyendo. En muchas partes de Europa los granjeros disparan a los gavilanes que se acercan a las fincas, aunque la poca persecución no ha afectado demasiado a estas aves.

### En la cultura popular

#### Cetrería
El gavilán común ha sido utilizado en la cetrería durante siglos. Los restos arqueológicos indican que en Mongolia ya se practicaba este arte con fines militares alrededor del año 1000 a. C.; las tribus del subcontinente indio y el Turquestán adoptaron muchas costumbres de los mongoles, entre ellas la cetrería. Los vikingos introdujeron este arte y la domesticación del gavilán en las tierras conquistadas del norte de Europa. Ciertos nobles, como Akbar «el Grande», lo consideraban su rapaz favorita (en el Imperio mogol se conocía como basha). A partir del siglo ii los nobles le dieron un nuevo uso: la cacería de presas. En la Edad Media, solo era permitido a la gente noble o distinguida criar gavilanes, y en sus viajes solían llevar alguno consigo; era el preferido de las damas nobles o miembros de la realeza debido a su pequeño tamaño. En la Inglaterra del siglo xvi, la práctica de la cetrería estuvo muy extendida entre la población, pues cualquiera podía darse el lujo de tener una rapaz y el rango social del dueño determinaba la especie que podía mantener: los sacerdotes, por ejemplo, poseían gavilanes. El cetrero llamaba «mosquete» al gavilán macho; este término proviene del francés antiguo moschet que a su vez deriva del latín musca, que significa «mosca».
Una tradición georgiana del siglo v consiste en usar gavilanes migrantes para atrapar codornices. A los participantes se les conoce como bazieri (palabra georgiana que significa «cetreros con gavilanes»); en 2007 había más de 500 cetreros registrados y cuentan con su monumento en la ciudad de Poti. En Irlanda los gavilanes también son populares entre los cetreros desde tiempos celtas. En el cabo Bon (Túnez) y en Turquía, miles de estas aves son capturadas anualmente por cetreros y utilizadas para cazar cordornices migrantes. Si bien son puestos en libertad antes del final de la temporada, muchos son retenidos debido a la escasez de gavilanes migrantes.
El gavilán, en especial el macho, es considerado «una de las aves cetreras más difíciles de adiestrar», pero también es descrito como «valeroso» y que puede ofrecer una «cacería de alta calidad». Son adecuados para la captura de presas pequeñas, como el estornino pinto y el mirlo, pero también pueden utilizarse para atrapar cercetas, urracas, faisanes y perdices. En el siglo xix fue descrito como «la mejor rapaz para controlar al guion de codornices».

[... La hembra del gavilán] puede servir tanto en invierno como en verano, y [podrá] volar en toda clase de juegos [de cacería], más que el halcón. Si en invierno [la hembra del] gavilán está en buenas condiciones, podrá matar a la urraca, la chova piquirroja, el arrendajo, gallinuelas, zorzales, al mirlo, zorzal real, y muchas otras aves de la misma naturaleza.
Sportsman’s Dictionary.

#### Referencias culturales

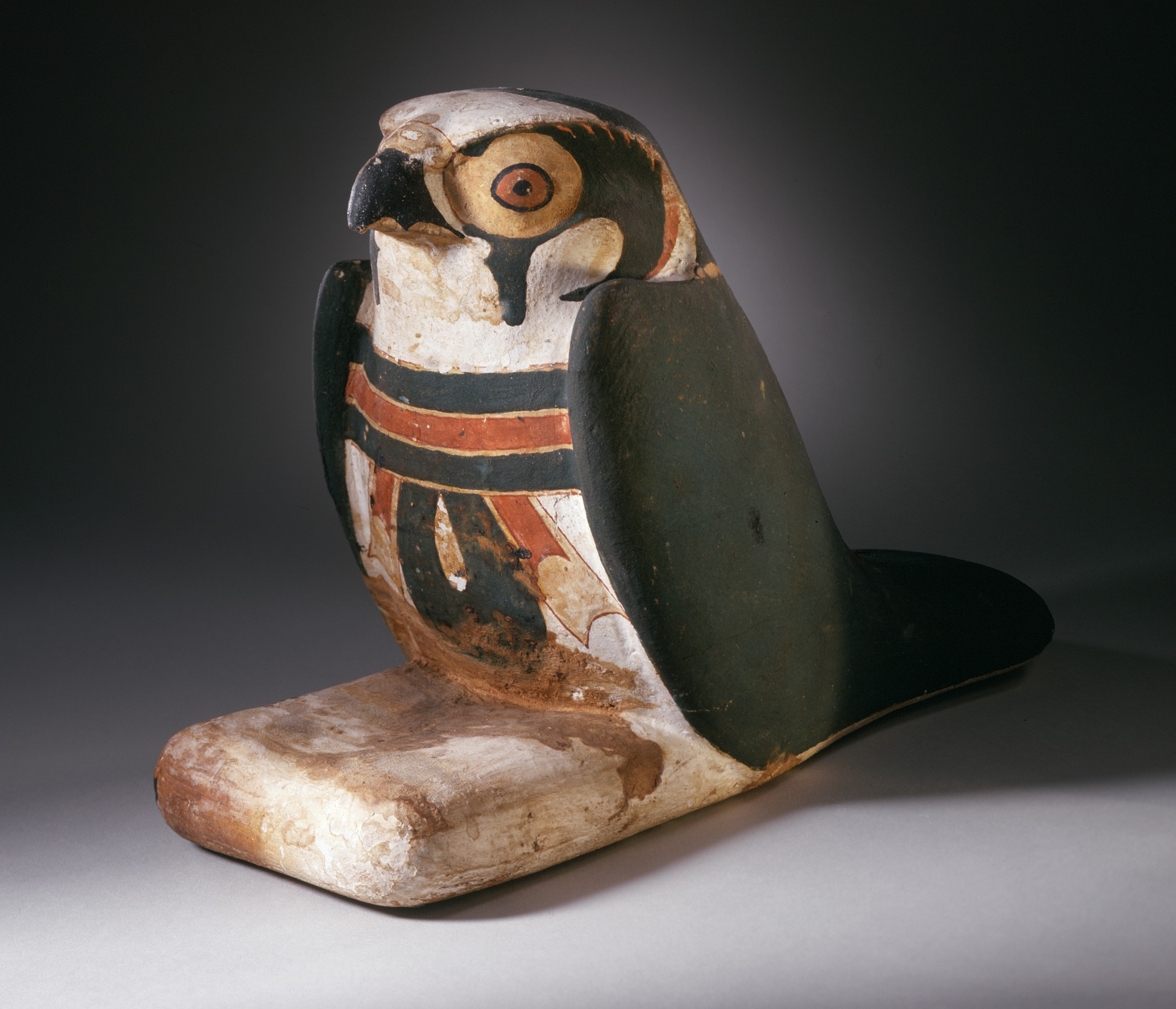
Tanto halcones como gavilanes eran momificados en Hieracómpolis.

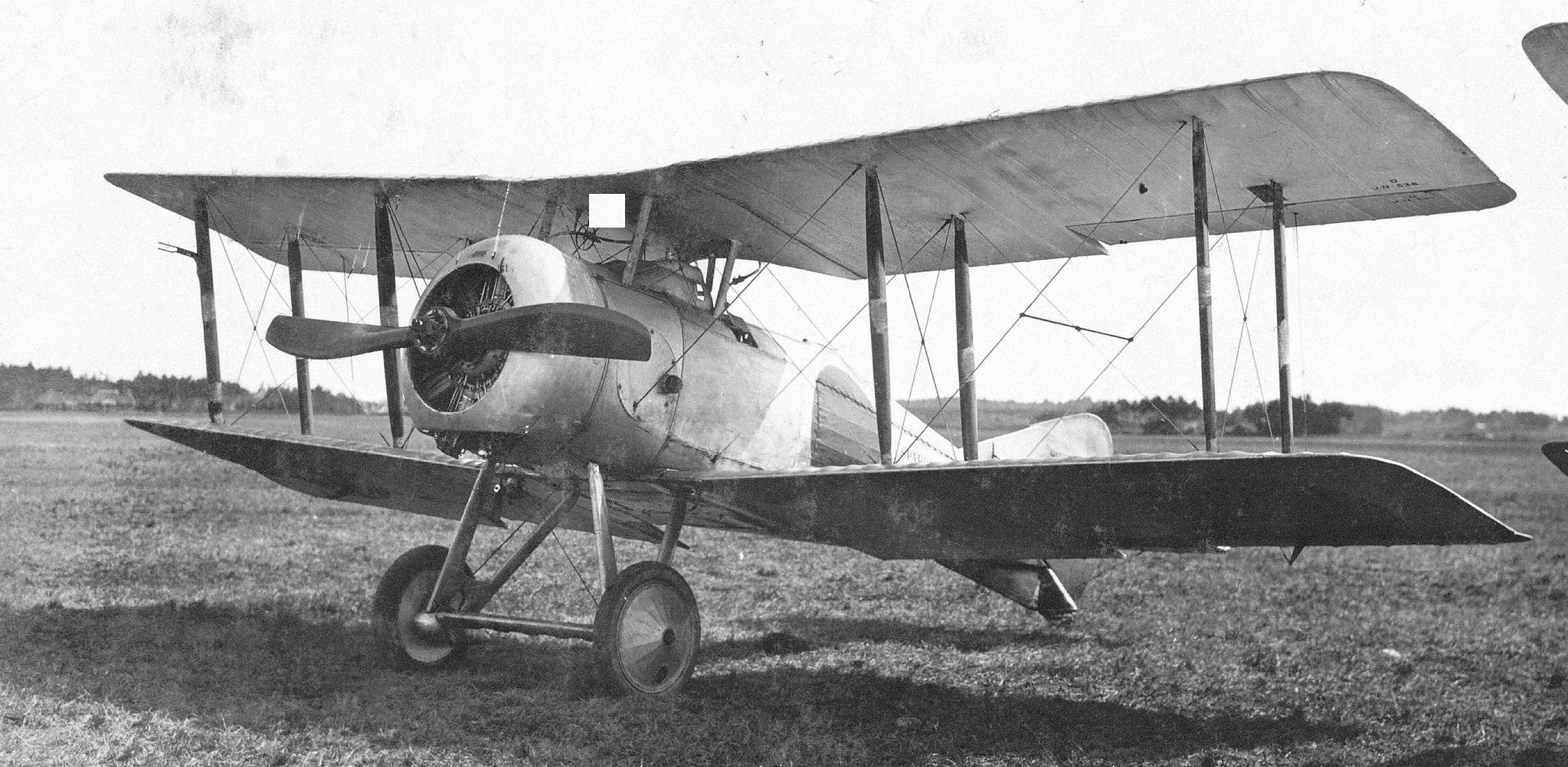
Un «Gloster Sparrowhawk», de la flota aérea japonesa.

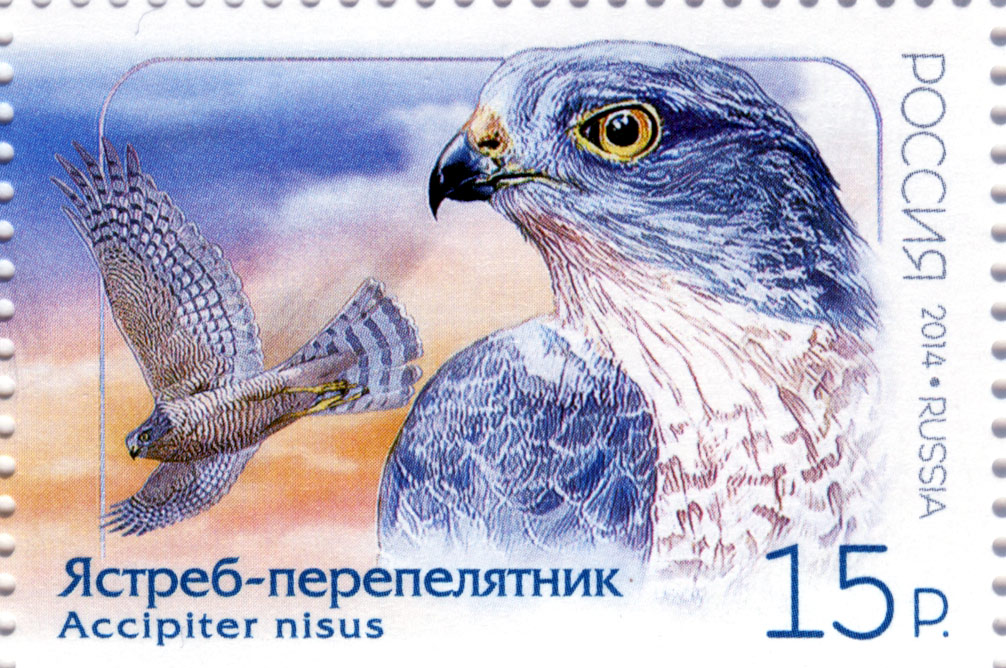
Estampilla emitida por el servicio postal de la Federación de Rusia y la República Popular Democrática de Corea.